# Chinique
Chinique ist eine Gemeinde im Departement El Quiché, Guatemala und Sitz der gleichnamigen Gemeinde (Municipio). Der Name Chinique leitet sich von  chinic´aj taka´aj (der Sprache der Indios) ab und bedeutet so viel wie Ort in der Mitte der flachen Ebene.
1892 berichteten Alfred Maudslay und seine Frau Anne erstmals vom Ort und sprachen von einem Ort mit kleinen Gruppen von Häusern aus Lehmziegeln und mit Strohdächern. Der Ort befindet sich 1850 Meter über dem Meeresspiegel. 2002 lebten in Chinique 8009 Menschen auf einer Fläche von 64 Quadratkilometern. Die Chiniquensen sprechen Spanisch und K'iche'.